# Charaxes kenyae
Charaxes kenyae är en fjärilsart som beskrevs av Poultin 1926. Charaxes kenyae ingår i släktet Charaxes och familjen praktfjärilar. Inga underarter finns listade i Catalogue of Life.